# Sartène
Sartène je francouzská obec a město v departementu Corse-du-Sud v regionu Korsika. V roce 2011 zde žilo 3 374 obyvatel. Je centrem arrondissementu Sartène.

## Vývoj počtu obyvatel
Počet obyvatel 